# Bieg zjazdowy
Zjazd (dawniej: bieg zjazdowy) – olimpijska konkurencja narciarska, rozgrywana zarówno przez kobiety, jak i mężczyzn, jedna z podstawowych obok slalomu, slalomu giganta i supergiganta.
Konkurencja polega na przejechaniu w jak najkrótszym czasie trasy wyznaczonej bramkami kierunkowymi o jednakowym kolorze (np. czerwone lub niebieskie). Bramka składa się z dwóch par tyczek z rozpiętą między nimi płachtą tego samego koloru (0,75x1 m). Minimalna szerokość trasy to 30 m. Trasa zjazdu powinna wymuszać od zawodnika wykazanie się techniką, odwagą, szybkością i kondycją fizyczną. Trasa musi być zróżnicowana i sytuacyjnie ograniczać prędkości przejazdu. Miejsca, w których zawodnik może wypaść z trasy muszą być odpowiednio zabezpieczone.
Różnica wysokości między startem a metą zależy od rodzaju zawodów. W zawodach najwyższej rangi (ZIO, MŚ, PŚ) dla mężczyzn wynosi od 800 do 1100 m; w zawodach FIS dla mężczyzn od 450–1100 m; dla kobiet od 450–800 m.
Zjazd może odbyć się w jednym lub w dwóch przejazdach.

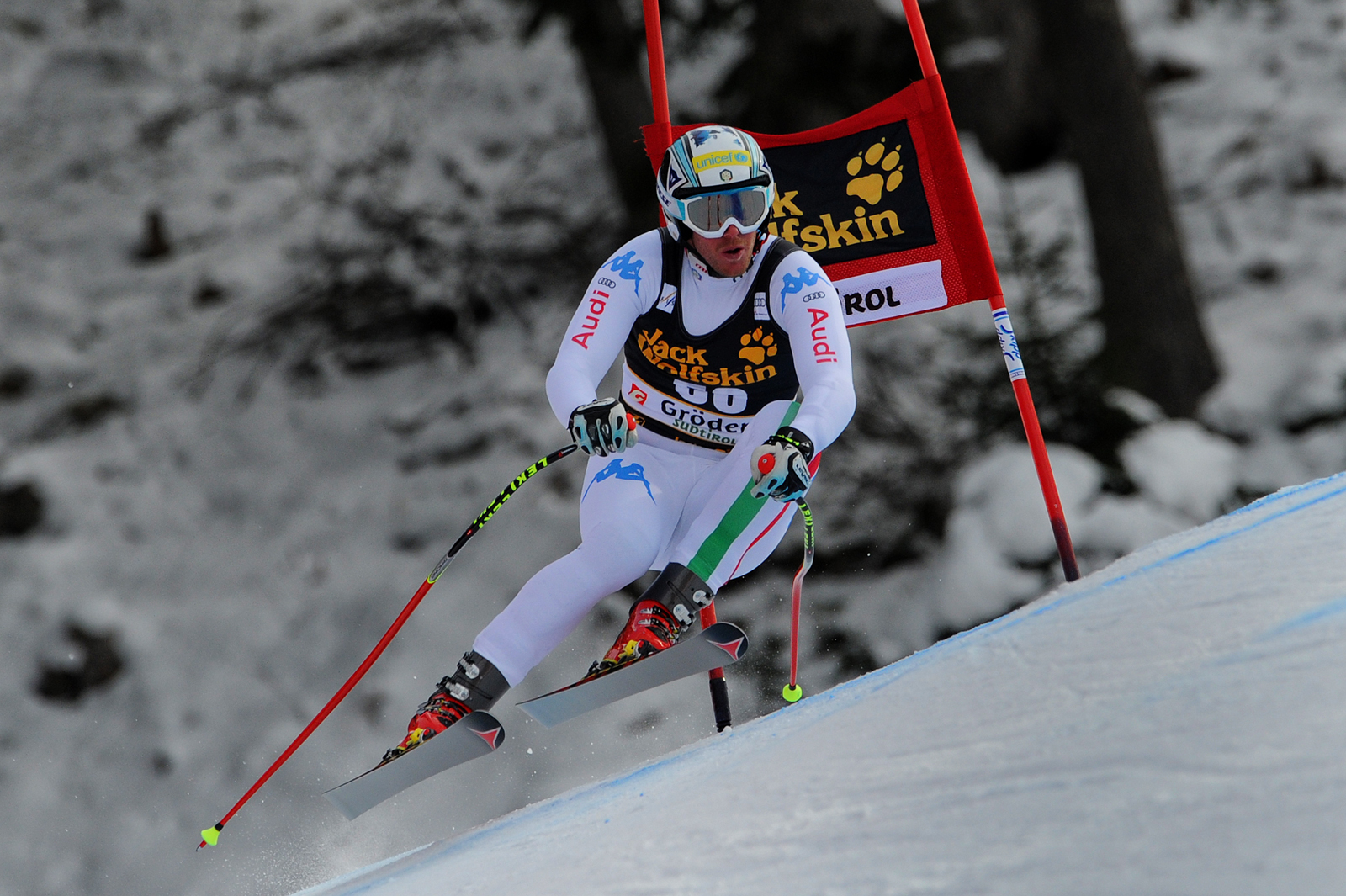
Werner Heel włoski narciarz alpejski podczas zjazdu w Val Gardena w roku 2012

Zawodników obowiązuje trening na trasie zawodów, który jest integralną częścią zawodów (trwa 3 dni, minimalnie 1 dzień). Organizator jest zobowiązany do przeprowadzenia co najmniej jednego treningu z pomiarem czasu, który musi zaliczyć startujący zawodnik. Zawodników obowiązują kaski.
Po raz pierwszy w Polsce bieg zjazdowy został przeprowadzony na mistrzostwach Polski w 1929 roku w Zakopanem. Mistrzostwa te były jednocześnie I Międzynarodowymi Zawodami FIS, przyznanymi Polsce z okazji 10-lecia PZN. W ramach programu Międzynarodowych Zawodów FIS w dniu 6 lutego 1929 rozegrano również tenże Bieg Zjazdowy celem zebrania doświadczeń dla Federacji o biegach tego rodzaju. Pierwszym nieoficjalnym Mistrzem Świata w Biegu Zjazdowym oraz Mistrzem Polski został Bronisław Czech (Polska), drugi był William Bracken (Anglia), a trzecim Stefan Lauener (Szwajcaria).
Oficjalnie po raz pierwszy w programie mistrzostw świata w narciarstwie alpejskim bieg zjazdowy pojawił się w roku 1931 w Mürren, a pierwszymi mistrzami świata w tej dyscyplinie zostali Esmé MacKinnon i Walter Prager.
Siedemnaście lat później, podczas igrzysk olimpijskich w St. Moritz konkurencja ta znalazła się po raz pierwszy w programie olimpijskim, a pierwszymi tryumfatorami zostali Francuz Henri Oreiller i Szwajcarka Hedy Schlunegger.
Małą Kryształową Kulę w biegu zjazdowym najwięcej razy zdobywali: wśród mężczyzn Austriak Franz Klammer pięciokrotnie oraz jego rodaczka Annemarie Moser-Pröll, która siedmiokrotnie triumfowała w rywalizacji kobiet.
Reprezentanci Polski dotychczas nie zajmowali czołowych miejsc w tej konkurencji podczas najważniejszych imprez, ani też w zawodach zaliczanych do klasyfikacji Pucharu Świata.
Zjazd ze względu na prędkości uzyskiwane na trasie, należy do najbardziej niebezpiecznych konkurencji narciarstwa alpejskiego. Zdarzały się z udziałem zawodników wypadki śmiertelne na trasie, a najbardziej znanymi jest upadek podczas zawodów w Garmisch-Partenkirchen 29 stycznia 1994 dwukrotnej mistrzyni świata w supergigancie Austriaczki Ulriki Maier oraz Francuzki Régine Cavagnoud, która zmarła dwa dni po upadku na stoku podczas treningu na lodowcu w Austrii w 2001 roku.